# 子嶋寺

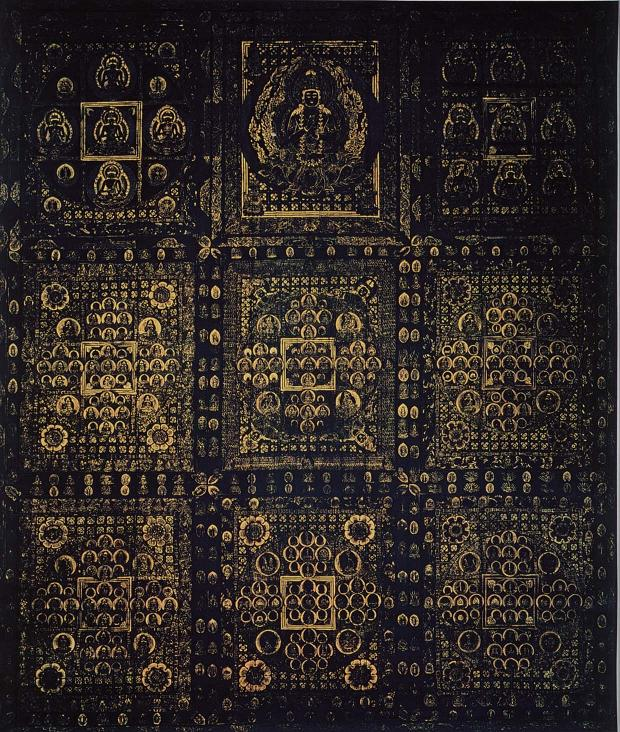
両界曼荼羅のうち金剛界曼荼羅

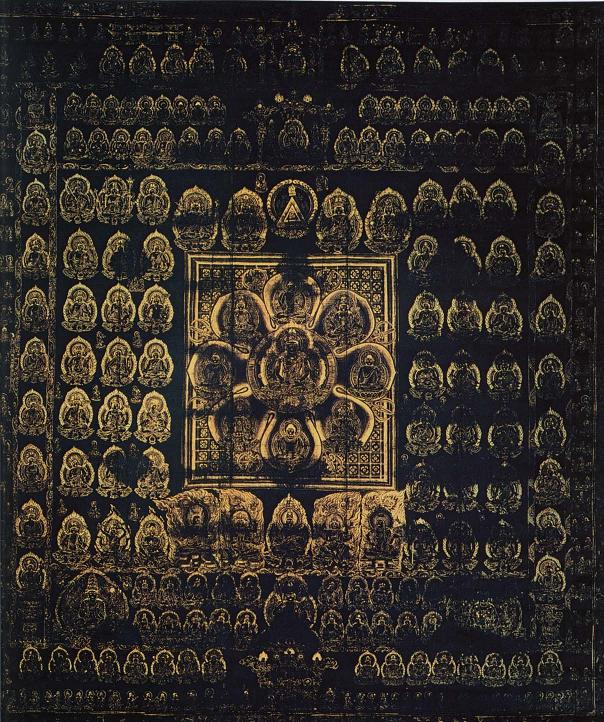
両界曼荼羅のうち胎蔵曼荼羅

子嶋寺（こじまでら）は、奈良県高市郡高取町観覚寺にある高野山真言宗の寺院。山号は子嶋山（報恩山とも）。本尊は大日如来。開山は寺伝では僧・報恩と伝える。
平安時代中期作の国宝・両界曼荼羅図（子島曼荼羅）を伝えることで知られる。「清水の舞台」で知られる京都東山の清水寺は子嶋寺の僧・延鎮によって開かれたとされ、平安時代中期以降は真言宗子嶋流の道場として栄えるなど、歴史的に重要な寺院である。
なお、以前は大和七福神（三輪明神、大黒天（子嶋寺）、信貴山朝護孫子寺、當麻寺中之坊、安倍文殊院、おふさ観音、談山神社、久米寺）のひとつであったが、現在は経営上の理由から大黒天の朱印は子嶋寺から長谷寺に移管されている。

## 歴史

### 創建
奈良時代以前の創建を伝えるが、草創の時期や経緯については複数の説がある。現在の子嶋寺は近鉄壺阪山駅近くにあるが、各種史料に「子嶋山寺」と見えるところからも、創建当時は山間部に位置していたと思われる。平安時代中期には一時衰退し、興福寺の僧・真興（しんごう）によって中興された。寺号は古くは子嶋寺または子嶋山寺、真興による中興以降は「観覚寺」、近世には「千寿院」と称されたが、近代に入って「子嶋寺」に復称した。子嶋寺付近の地名を「高取町大字観覚寺」というのは旧寺号に由来する。
創建の事情についてもっとも流布している説は『元亨釈書』の吉野山報恩伝、『本朝高僧伝』の報恩伝などに見える説で、天平宝字4年（760年）、孝謙天皇の勅願により、僧報恩が大和国高市郡の「子嶋神祠のほとり」に子嶋山寺を建てたとするものである。この「子嶋神祠」は現在、高取町下子島（子嶋寺の南方）にある小島神社を指すものと思われる。創建年は寺伝では天平勝宝4年（752年）ともいう。一方、『日本書紀』の皇極天皇3年（644年、大化の改新の前年）11月条には「蘇我蝦夷が大丹穂山（おおにほやま）に桙削寺（ほこのきでら）を建てた」との記事があり、この「桙削寺」の後身が子嶋寺であるとする説がある。この説を取れば、子嶋寺の創建時期は1世紀以上さかのぼることになる。また、『延暦僧録』「長岡天皇菩薩伝」には、延暦年間（8世紀末）、桓武天皇が南京丹恵山（「丹穂山」の誤りか）に「子嶋山寺」を建立したとの記事もある。大丹穂山は、現在の高取町丹生谷に比定されるが、明日香村入谷（にゅうだに）とする説もある。

### 平安時代以降
平安初期には長谷寺と壺阪寺に次ぐ大和国の観音霊場として栄えた。京都・清水寺は、子嶋寺二世延鎮と坂上田村麻呂により子嶋寺の支坊として開かれた。『今昔物語』等に取り上げられている清水寺開創伝承によれば、清水寺は子嶋寺の僧・延鎮（賢心）が霊夢を得て音羽の滝にたどりつき、千手観音を祀って開創したものである（『今昔物語』には「小島山寺」と見える）。
諸史料に「子嶋山寺」と見えるところからも、創建当初の子嶋寺は山中に位置していたと思われる。子嶋寺の東南方の山中に観音院（高取町上子島）という寺があるが、この寺は山号を「子嶋山」と称し、創建縁起についても子嶋寺と同様の伝承を伝えるところから、関連の深い寺院と思われ、創建当時の子嶋寺はこの付近にあったとも考えられている。
『子嶋山観覚寺縁起』（江戸時代中期成立）によると、子嶋寺は平安時代中期頃には一時衰退していたが、永観元年（983年）、興福寺の僧真興が入寺して中興し、子嶋寺の子院として山下に「観覚寺」を建立し、真言宗子嶋流を始めたという。法相宗を主として八宗兼学の寺であった子嶋寺はこの頃から真言宗の道場として栄えるようになり、「観覚寺」と称されるようになった。同縁起によると、最盛期の子嶋寺（観覚寺）は21の子院が立ち並び、現在の高取町と明日香村にまたがる広大な境内地をもっていた。藤原道長の日記『御堂関白記』によれば、寛弘4年（1007年）には道長がこの寺に参詣している。
室町時代には子嶋寺は戦乱に巻き込まれて衰退したが、高取藩主（高取城主）の本多氏によって再興された。近世以降は興福寺一乗院の支配下に入り、藩主の本多氏および植村氏によって庇護された。寺号は近世には子嶋山千寿院と称されていた。現存する本堂は江戸時代末期の嘉永元年（1848年）、壺阪寺から来た僧賢応によって建立されたものである。
明治の廃仏毀釈以後、庇護者を失って再び衰退し、一時無住となったが、地元有志によって復興され、明治36年（1903年）には千寿院を改めて「子嶋寺」に復称した。

## 建造物
- 本堂 - 嘉永元年（1848年）建立。
- 山門 - 高取城二の門を移築したもので、現存する数少ない高取城の建築物である。

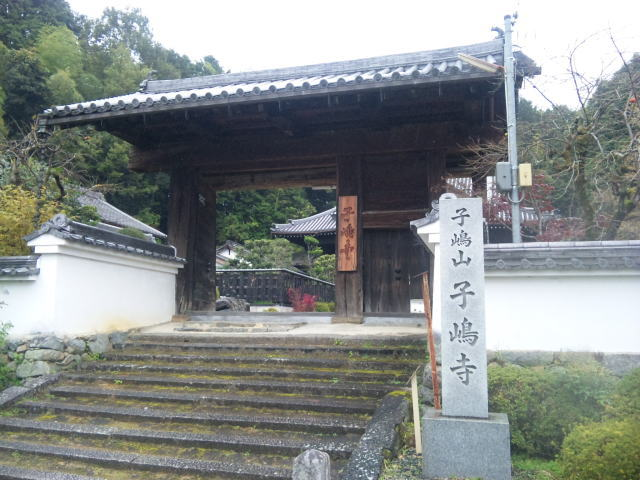
山門
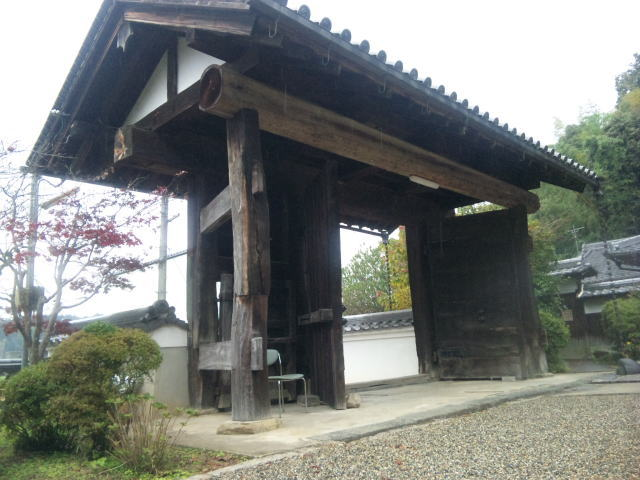
山門（内側）

## 文化財

### 国宝
- 紺綾地金銀泥絵両界曼荼羅図
京都・神護寺の高雄曼荼羅と並ぶ両界曼荼羅図の代表作で、子嶋寺中興の祖とされる真興が一条天皇の病気平癒祈願の功により賜ったと伝わる。（奈良国立博物館寄託）

### 重要文化財
- 木造十一面観音立像（東京国立博物館寄託）

## アクセス
- 近鉄吉野線壺阪山駅下車、徒歩